# 約氏雀鯛
約氏雀鯛（學名：Pomacentrus yoshii），是輻鰭魚綱鱸形目雀鯛科雀鯛屬的其中一種，分布於中西太平洋馬紹爾群島南部的馬朱羅環礁和米利環礁海域，深度2至22公尺，體長可達6.9公分，棲息在珊瑚礁，以浮游生物為食，繁殖期時成對出現，雄魚會守護卵直到孵化，生活習性不明。